# Luneta Galileusza
Luneta Galileusza (inaczej luneta ziemska) – przyrząd optyczny służący do obserwowania przedmiotów znacznie oddalonych od obserwatora. Luneta Galileusza daje obraz prosty, w przeciwieństwie do lunety Keplera, która daje obraz odwrócony. Składa się z dodatniego obiektywu i okularu o ujemnej ogniskowej obrazowej, znajdującego się w takiej odległości od obiektywu, że ognisko obrazowe obiektywu pokrywa się z ogniskiem obrazowym okularu.

## Budowa i działanie
W lunecie Galileusza, w odróżnieniu od lunety Keplera, nie można ograniczać apertury oprawą obiektywu. Obraz tej oprawy jest urojony i powstaje pomiędzy obiektywem a okularem. Oko, którego źrenica pełni rolę źrenicy wyjściowej, umieszczamy tuż za okularem, a dawany przez lunetę obraz tej źrenicy jest urojony. Jedynym ograniczeniem apertury jest więc zawsze źrenica oka. W płaszczyźnie obrazu dawanego przez obiektyw nie można umieścić przysłony polowej (obraz powstaje za okularem, w płaszczyźnie ogniska obrazowego obiektywu), dlatego w lunecie Galileusza nie ma ostrego ograniczenia pola widzenia. Przysłoną polową jest oprawa obiektywu.

## Wzory
Powiększenie wizualne jakie daje luneta Galileusza jest opisane wzorem:
{\displaystyle \Gamma ={\frac {\operatorname {tg} (w')}{\operatorname {tg} (w)}}={\frac {f_{1}'}{f_{2}'}}}